# Лило Николов
Лило Николов е български учител-възрожденец и революционер.

## Биография
Лило Николов е роден през 1836 година в |село Дъбене.
Учил се е в Карлово при известни учители. Като учител се е проявявал с упоритост, твърдост и справедливост.
Основното и прогимназиалното си образование е получил в Карлово.
След като навършва 21-годишна възраст (по данни на сина му Никола) Лило Николов открива първото ново българско училище в специално построена стая до общината, намираща се в северната част на църковния двор. Това станало през зимата на 1858 година, когато се събират първите жадни за знания деца в двора на църквата, част от които преди били в килийното училище при кацаря-учител.
Бащата на Даскал Лило Николов е бил приятел на хаджи Васил – вуйчото на Левски. Те са ходили заедно в Света Гора. Оттук идва познанството на Лило с Левски.
Даскал Лило е учителствувал дълго време след 1863 година в Дъбене, когато Левски е учителствувал във Войнягово (1864 – 1866). Двамата са били много близки другари.
При дъбенските учители Левски е намирал често място за убежище и отмора. След Освобождението на България през 1878 година при кметуването на Вълко Хр. Текенов под ръководството на Лило Николов, в селото се построява първото четиристайно училище в западния край на църковния двор, което съществува до построяването на новото училище през 1932 г.
Веднага след Освобождението учениците бързо нарастват. В освободена България Лило учителствува малко време. Преминава на работа като кмет и касиер на банката БЗКБ в гр. Карлово.
След завършване на първия випуск на педагогическото училище в гр. Казанлък постъпва на работа като учител синът на Лило – Никола Лилов, който учителствува в селото от 1886 г. до 1925 г.
Лило Николов и Минчо Х. Недев са носители на прогресивни революционни идеи през османско владичество. Под тяхното пряко ръководство в селото през 1869 г. се основава революционен комитет, в който членуват много будни младежи. Революционният комитет развива оживена революционна и просветна дейност. Неслучайно от Дъбене в Опълчението през 1877/78 г. участват 20 души, които се бият храбро за освобождението на народа.
След основаването на комитета при първото минаване на Левски в Стремската долина, къщата на Даскал Лило става център на революционния живот в селото. Левски е отсядал много пъти в тази къща и не само.
Той е бил добре дошъл в село Дъбене. Поради това Лило е бил заподозрян от турската власт, предупреждаван и заплашван многократно. След освобождението, той работи активно за издигането на селото си.
Убит от развилнялата се народнящина в селото през 1894 година. Главата му е зверски насечена и тъпкана пред очите на дъбенци на някакъв голям празник.
По характер е бил много строг, но справедлив. Неговата личност е спомената в почти всички биографии на Левски – Стоян Заимов, Захари Стоянов, Димитър Страшимиров, Иван Унджиев.

## Памет
На Лило Николов е наречена улица в квартал „Кръстова вада“ в София (Карта).